# Plagodis niveivertex
Plagodis niveivertex är en fjärilsart som beskrevs av Eugen Wehrli 1938. Plagodis niveivertex ingår i släktet Plagodis och familjen mätare. Inga underarter finns listade i Catalogue of Life.